# Боздак (Мангистауський район)
Бозда́к (каз. Боздақ) — село у складі Мангистауського району Мангистауської області Казахстану. Входить до складу Сайотеського сільського округу.
У радянські часи село називалось Роз'їзд 10-Г.
Утворене 2006 року.
Населення — 252 особи (2021; 305 у 2009).